# K1 Roadster Attack V6-SX
De K1 Roadster Attack V6-SX is een roadster van de automobielconstructeur K1. De auto zag in 2002 het levenslicht als kit car, gebouwd in Bratislava (Slowakije). Andries van Leeuwen (Nederland) en Ollie Brinkmann (Duitsland) verfijnden de kit car tot volwaardige auto.

## Motor
De motor is de drieliter V6 van Ford. Deze wordt o.a. al gebruikt in de Ford Mondeo ST en bij Noble. In de K1 levert deze 242 pk (zonder turbo's). De motor kan eventueel (tegen forse meerprijs) opgevoerd worden tot 315 pk.